# Kranich (Wappentier)

Wappen der Gemeinde Kransberg

Grafschaft Greyerz

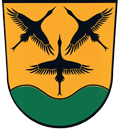
Wappen von Grambow (bei Schwerin)

Amt Lauenburgische Seen

Der heraldische Kranich wird im Profil blasoniert und hat häufig einen Stein in der rechten gehobenen Klaue. Das Wappentier ist eine so genannte gemeine Figur; der Kranich steht in der Heraldik als Allegorie der Wachsamkeit. Das Logo der Lufthansa zeigt einen Kranich, was auch für das ähnliche Wappen von Appen gilt. Hier wird auf den Luftwaffenstandort angespielt.
In der Nachfolge der Grafen von Greyerz (Gruyère), die das redende Wappen des Kranichs (frz. la grue) führten, ist er heute in zahlreichen Gemeindewappen in deren ehemaligem Herrschaftsgebiet, d. h. in den heutigen Kantonen Freiburg (District de la Gruyère), Bern (Saanenland) und Waadt (Pays d'enhaut) zu finden.
Häufig ist der Kranich auch in Ost-Thüringen – so in Kranichfeld und bei dem Adelsgeschlecht gleichen Namens, genauso wie im Vogtland auf Wappen anzutreffen.  Grund hierfür ist, dass er das Wappentier der Vögte von Weida und später des Fürstenhauses Reuß war. Eine bemerkenswerte Tingierung hat der Kranich im Wappen von Milda. 
In Heerte, ein Stadtteil von Salzgitter, sind zwei Vögel im Flug in entgegengesetzter Richtung zu sehen und das des ebenfalls niedersächsischen Hassel (Weser) zeigt einen Kranichhals.
Im sprechenden Wappen von Kranenburg (Niederrhein) sind sie einander zugewandt. In Krebeck hat das Wappen gleiche Aufgabe.  
Die Funktion als Schildhalter nimmt ein Kranich im Wappen Ugandas ein.